# Koróna (elektrotechnika)

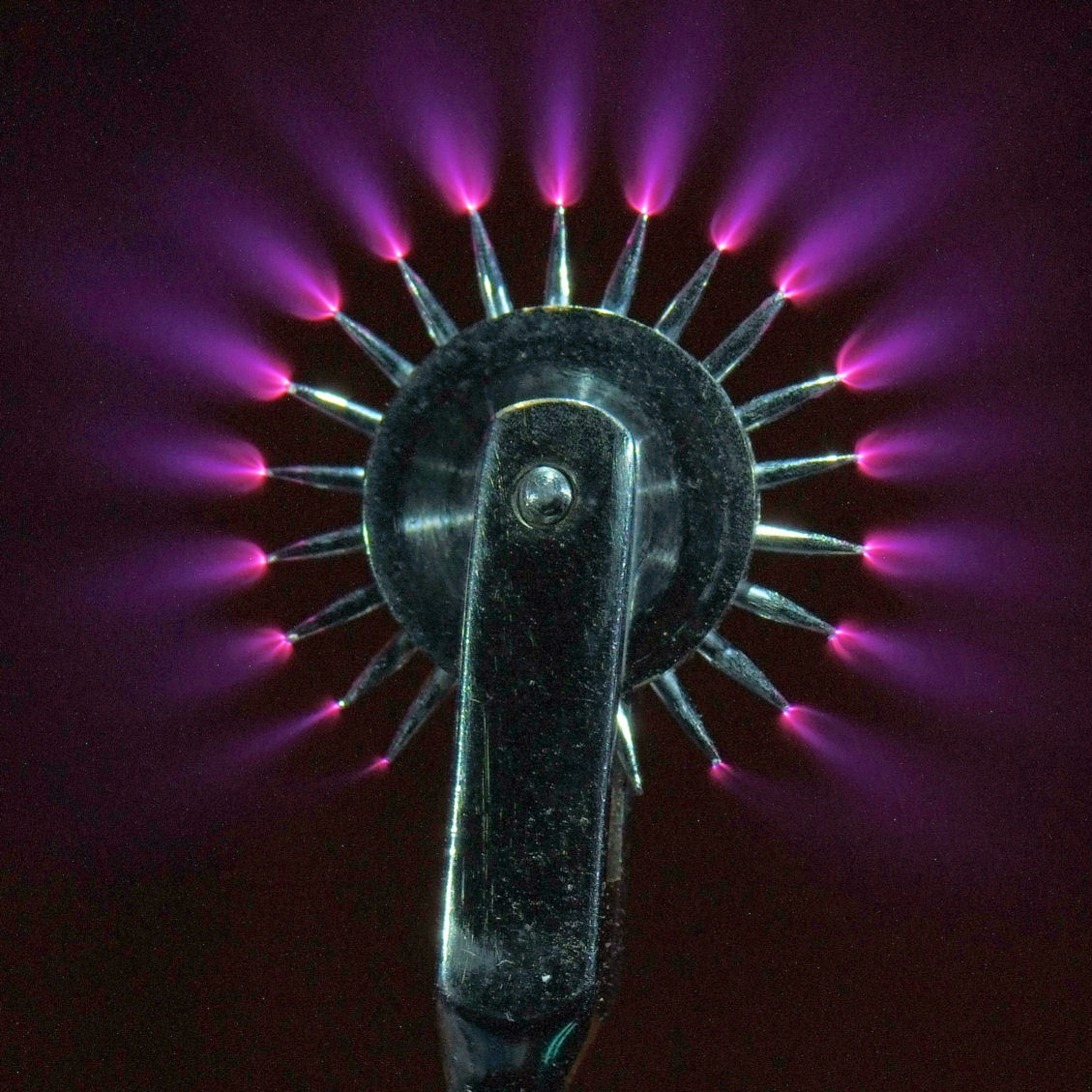
Koronový výboj na plazmovém kole

Koróna znamená v elektrotechnice samovolný tichý výboj, vznikající na hrotech a silně zakřivených elektrodách (vodičích) při překročení počátečního napětí, tj. napětí, při kterém výboj začíná být samostatný a nově nabité částice se tvoří nárazovou ionizací. Počáteční napětí závisí na hladkosti povrchu a poloměru zakřivení vodiče a na atmosférických podmínkách (tlak vzduchu, vlhkost vzduchu a pod.). Projevuje slyšitelným praskáním, syčením a viditelným výbojem – modro-fialově slabě svítící vrstvou. Využívá se v ozonačních přístrojích, elektrofiltrech, v laserových tiskárnách a kopírkách a pod.

## Popis
Koróna je neúplný samostatný výboj vznikající na elektrodě s malým poloměrem zakřivení značně vzdálené od druhé elektrody. Jiné projevy má koróna střídavá, stejnosměrná kladné a záporné polarity, hrotová, uni- a bipolární. Koróna je výboj tichý, klidný, modrofialové barvy. Počáteční napětí subjektivní koróny je nejnižší napětí, při němž vzniká na zkoušeném předmětu koróna viditelná ve tmě prostým okem (Podle Whiteheada je skutečný průměr korónové vrstvy kolem drátu 1,9krát větší než průměr viditelný okem, neviditelné oblasti vysílají jen ultrafialové záření), nebo slyšitelná v místech s nízkou hladinou šumu (spektrum zasahuje až do oblasti ultrazvuku a je možno ji identifikovat ultrazvukovým mikrofonem). Počáteční napětí objektivní koróny je nejnižší napětí, při němž vzniká na zkoušeném předmětu koróna zjistitelná vhodnými měřicími přístroji. Lze je vypočítat pro jednoduché konfigurace elektrod, výpočet však platí pro absolutně hladké elektrody daného tvaru zbavené nečistot, jinak bude hodnota napětí nižší.

## Význam
Koróna vytváří na vysokonapěťových vedeních ztráty energie, způsobuje rušení vysokofrekvenčního přenosu a proto se jí čelí použitím vodičů větších průřezů a svazkových vodičů. Ztráty korónou jsou úměrné čtverci rozdílu provozního napětí a počátečního napětí koróny.[zdroj?]
Je také zdrojem ozónu, který je ve spojení se vzduchem velmi agresivní, zvyšuje korozi kovových částí vedení a narušuje izolaci. Naopak při vzniku přepětí na vedení koróna účinně tlumí přepěťovou vlnu.